# Manyaran (Banyakan)
Manyaran is een bestuurslaag in het regentschap Kediri van de provincie Oost-Java, Indonesië. Manyaran telt 7342 inwoners (volkstelling 2010).